# Beddomeia lodderae
Beddomeia lodderae é uma espécie de gastrópode  da família Hydrobiidae.
É endémica da Austrália.